# Astragalus pseudoamygdalinus
Astragalus pseudoamygdalinus är en ärtväxtart som beskrevs av Mikhail Grigoríevič Popov. Astragalus pseudoamygdalinus ingår i släktet vedlar, och familjen ärtväxter. Inga underarter finns listade i Catalogue of Life.